# Stinson Voyager
Stinson Voyager là một loại máy bay thông dụng hạng nhẹ của Hoa Kỳ trong thập niên 1940, do hãng Stinson Aircraft Company chế tạo.

## Biến thể

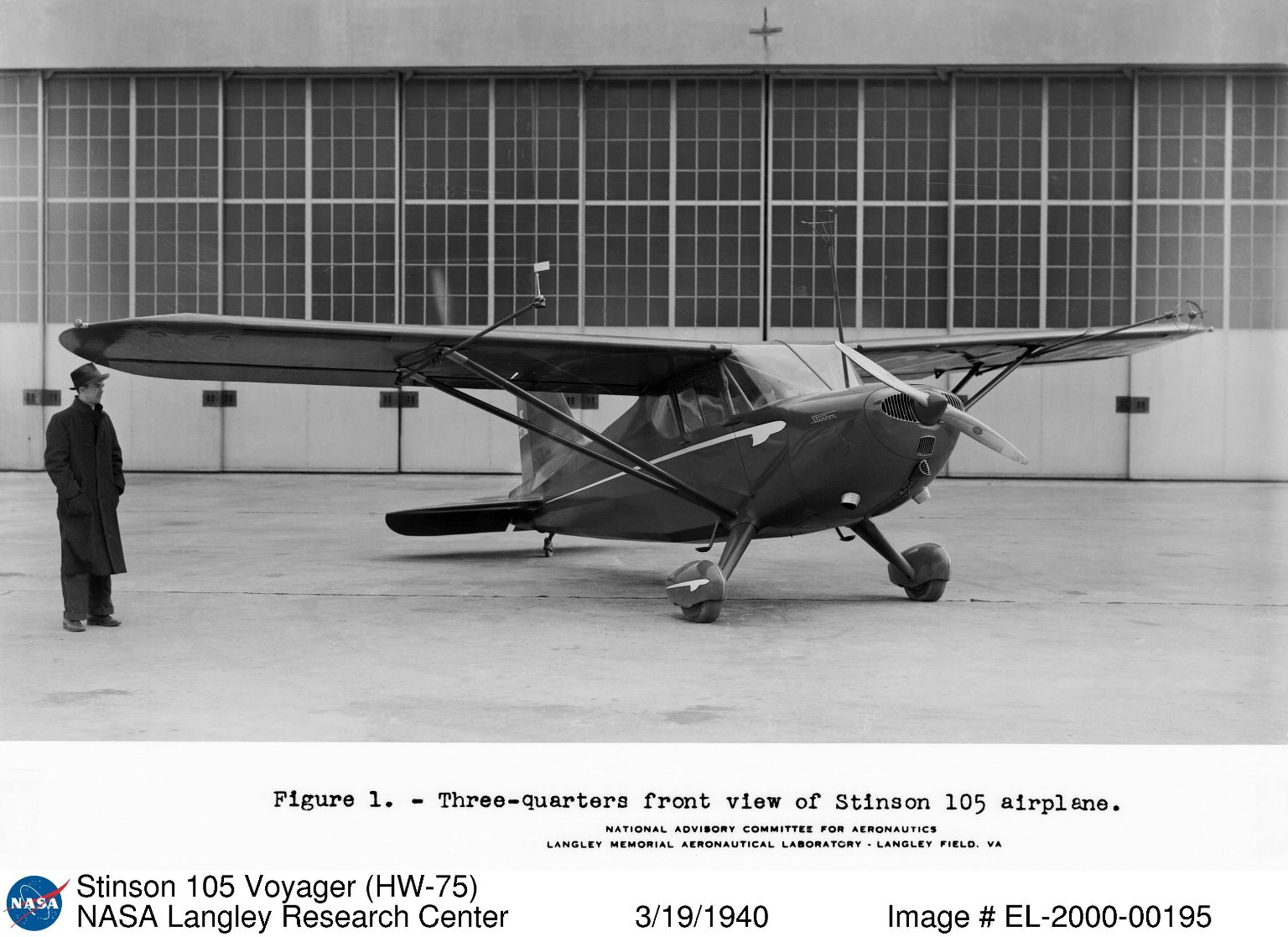
Stinson HW-75 tại Langley

Model 105
Model 10
Model 10A
Model 10B
YO-54
AT-19A
AT-19B
L-9A
L-9B

## Quốc gia sử dụng
Canada
- Không quân Hoàng gia Canada

 Hoa Kỳ
- Không quân Lục quân Hoa Kỳ

## Tính năng kỹ chiến thuật (105)
Dữ liệu lấy từ General Dynamics Aircraft and their Predecessors 
Đặc tính tổng quát
- Kíp lái: 1
- Sức chứa: 2 hành khách
- Chiều dài: 22 ft 2 in (6,76 m)
- Sải cánh: 34 ft 0 in (10,36 m)
- Chiều cao: 6 ft 6 in (1,98 m)
- Diện tích cánh: 155 foot vuông (14,4 m2)
- Kết cấu dạng cánh: NACA 4412
- Trọng lượng rỗng: 923 lb (419 kg)
- Trọng lượng có tải: 1,580 lb (1 kg)
- Động cơ: 1 × Continental A-75-3 , 75 hp (56 kW)

Hiệu suất bay
- Vận tốc cực đại: 105 mph (169 km/h; 91 kn)
- Vận tốc hành trình: 100 mph (87 kn; 161 km/h)
- Tầm bay: 350 mi (304 nmi; 563 km)
- Trần bay: 10,500 ft (3 m)
- Vận tốc lên cao: 430 ft/min (2,2 m/s)